# Nekrolog 2016
Nekrolog
◄◄
| ◄
| 2012
| 2013
| 2014
| 2015
| 2016 | 2017 | 2018 | 2019 | 2020 | ►
Januar |
Februar |
März |
April |
Mai |
Juni |
Juli |
August |
September |
Oktober |
November |
Dezember 
Weitere Ereignisse | Allgemeiner Nekrolog 2016
Die Beschreibung der verstorbenen Person sollte so kurz wie möglich gehalten sein und nur deren signifikante Tätigkeit(en) enthalten.
Neue Namen ggf. auch unter dem Geburts- und Sterbedatum, also etwa unter 1. Januar und im Geburts- und Sterbejahr (2024) eintragen (nur bei entsprechender großer Wichtigkeit). Für Beispiele siehe die schon vorhandenen Artikel.
Außerdem über die fünf zuletzt Verstorbenen, zu denen es einen ausreichend guten Artikel für eine Präsentation auf der Hauptseite gibt, nach der todesbedingten Überarbeitung der Artikel ggf. auch unter Wikipedia Diskussion:Hauptseite informieren und sie am besten auch in den anderen Wikipedia-Sprachversionen eintragen. Tipp: Regelmäßig bei news.google.de nach „ist tot“, „gestorben“ oder „verstorben“ suchen.
Wenn eine Person gestorben ist, gibt es viele Seiten zu dieser Person in der Wikipedia, die davon auch betroffen sind und entsprechend aktualisiert werden müssen. Beispiele: Namenübersichtsseite, Geburtsjahr, Geburtsort-Seiten und viele mehr.
Wie finde ich die betroffenen Seiten?
Im Suchfeld auf der linken Seite gibt man den Suchbegriff so ein: „Vorname Nachname“. Dann klickt man auf Volltext und alle Seiten mit entsprechendem Suchtext werden aufgerufen. Hier sieht man dann schnell, wo auch das Todesjahr Sinn macht oder sogar ein Teil des Artikels angepasst werden muss. Auch hilft das „Werkzeug“ auf der linken Seite sehr gut, um solche Seiten aufzufinden: „Links auf diese Seite“. Somit ist die Wikipedia wieder aktuell in allen Bereichen! Hinweis: bei Eintragung der Kategorie „Gestorben JAHR“ wird der Missbrauchsfilter 49 ausgelöst, was jedoch nicht schlimm ist. Siehe: Spezial:Missbrauchsfilter/49
Dies ist eine Liste von im Jahr 2016 verstorbenen bekannten Persönlichkeiten. Die Einträge erfolgen innerhalb der einzelnen Daten alphabetisch sortiert. Tiere sind im Nekrolog für Tiere zu finden.
Die Liste ist nach Monaten aufgeteilt:
- Nekrolog Januar 2016
- Nekrolog Februar 2016
- Nekrolog März 2016
- Nekrolog April 2016
- Nekrolog Mai 2016
- Nekrolog Juni 2016
- Nekrolog Juli 2016
- Nekrolog August 2016
- Nekrolog September 2016
- Nekrolog Oktober 2016
- Nekrolog November 2016
- Nekrolog Dezember 2016

## Datum unbekannt
| Tag                                        | Name                                   | Beruf, bekannt als                                                                | Alter | Beleg |
| ------------------------------------------ | -------------------------------------- | --------------------------------------------------------------------------------- | ----- | ----- |
| Tod bekanntgegeben am 31. Dezember         | Timothy Schwarz                        | US-amerikanischer Pianist und Dirigent                                            | 49    |       |
| Tod bekanntgegeben am 19. Dezember         | Sonja Bischoff                         | deutsche Wirtschaftswissenschaftlerin                                             | ?     |       |
| tot aufgefunden am 19. Dezember            | Peter Polschikow                       | russischer Politiker                                                              | 56    |       |
| Tod bekanntgegeben am 16. Dezember         | Hauke Trinks                           | deutscher Physiker                                                                | 73    |       |
| tot aufgefunden am 5. Dezember             | Rashaan Salaam                         | US-amerikanischer American-Football-Spieler                                       | 42    |       |
| Tod bekanntgegeben am 1. Dezember          | Rudolph Green                          | jamaikanischer Offizier                                                           | 90    |       |
| Dezember                                   | Monika de Montgazon                    | deutsches Justizopfer                                                             | 61    |       |
| Dezember                                   | Larry Steinbachek                      | britischer Musiker                                                                | 56    |       |
| Tod bekanntgegeben am 15. November         | Victor Brown                           | britischer Sänger                                                                 | 95    |       |
| vor 8. November                            | Ingibjörg Haraldsdóttir                | isländische Schriftstellerin                                                      | 74    |       |
| Oktober                                    | Joop van Oosterom                      | niederländischer Fernschachspieler und Schachmäzen                                | 78    |       |
| tot aufgefunden am 27. Oktober             | Dietmar Zwischenberger                 | österreichischer Musiker                                                          | 54    |       |
| Tod bekanntgegeben am 7. Oktober           | Joe Ferrante                           | US-amerikanischer Jazztrompeter                                                   | ≈90   |       |
| am oder vor dem 22. September              | Çamsulvara Çamsulvarayev               | russisch-aserbaidschanischer Ringer und Terrorist                                 | 32    |       |
| tot aufgefunden am 19. September           | Gerwald Claus-Brunner                  | deutscher Politiker                                                               | 44    |       |
| Traueranzeige vom 10. September            | Gerhard Schönherr                      | deutscher Offizier und Politiker                                                  | 89    |       |
| September                                  | Sally E. Eden                          | britische Geographin                                                              | 48/49 |       |
| September 2016                             | Rolf Bergeest                          | deutscher Fußballspieler und -trainer                                             | 78    |       |
| August 2016                                | Lilly Fenichel                         | amerikanische Malerin                                                             |       |       |
| August 2016                                | Willi Hundertmark                      | deutscher Fußballspieler                                                          | 88    |       |
| August 2016                                | Thea Leitner                           | österreichische Autorin und Journalistin                                          | 95    |       |
| Tod bekanntgegeben am 5. August            | Walter Heinz                           | deutscher Journalist                                                              | 72    |       |
| Anfang August (bekanntgegeben Ende August) | Hwang Min                              | nordkoreanischer Politiker                                                        | ?     |       |
| Tod bekanntgegeben am 22. Juli             | Karl Korz                              | deutscher Kommunalpolitiker                                                       | 84    |       |
| tot aufgefunden am 15. Juli                | Helen Bailey                           | britische Schriftstellerin                                                        | 51    |       |
| Tod bekanntgegeben am 15. Juli             | Tor Lian                               | norwegischer Handballfunktionär                                                   | 71    |       |
| Juli                                       | Robert B. Edgerton                     | US-amerikanischer Anthropologe                                                    | 84    |       |
| Anfang Juli                                | Hans Kirchmayr                         | österreichischer Physiker                                                         | 81    |       |
| tot aufgefunden am 8. Juni                 | Sascha Lewandowski                     | deutscher Fußballtrainer                                                          | 44    |       |
| tot aufgefunden am 24. April               | Martin Gray                            | US-amerikanischer Schriftsteller                                                  | 93    |       |
| April                                      | Werner Reuther                         | deutscher Polizeioffizier                                                         | 91    |       |
| Tod bekanntgegeben am 29. März             | Samuel Caicedo Portocarrero            | kolumbianischer Musiker und Musikforscher                                         | 56    |       |
| Ende Februar                               | Wolf Escher                            | deutscher Jazzmusiker und Musikpädagoge                                           | 72    |       |
| Anfang Februar                             | Siegfried Lefanczik                    | deutscher Geher                                                                   | 85    |       |
| Tod bekanntgegeben am 4. Februar           | Galina Leontjewa                       | sowjetische bzw. russische Volleyballspielerin                                    | 74    |       |
| für tot erklärt am 3. Februar              | Richard John Bingham, 7. Earl of Lucan | britischer Adliger                                                                | ?     |       |
| Februar                                    | Martin Sandkühler                      | deutscher Verlagskaufmann, Herausgeber, Autor, Reiseschriftsteller und Übersetzer | 88    |       |
| Tod bekanntgegeben am 27. Januar           | Hans Mechnig                           | deutscher Fußballspieler                                                          | 87    |       |
| Tod bekanntgegeben am 21. Januar           | Iosif Pal                              | rumänischer Fußballspieler, -schiedsrichter und -funktionär                       | 78    |       |
| Tod bekanntgegeben am 19. Januar           | Iosif Pustai                           | rumänischer Fußballspieler                                                        | 72    |       |
| Tod bekanntgegeben am 8. Januar            | Medea Dschugeli                        | sowjetische bzw. georgische Turnerin                                              | 90    |       |
| tot aufgefunden am 6. Januar               | A. R. Morlan                           | US-amerikanische Schriftstellerin                                                 | 58    |       |
| Datum unbekannt                            | Petru Anghel                           | rumänischer Lyriker                                                               | ≈85   |       |
| Datum unbekannt                            | Pierre Basieux                         | belgischer Mathematiker und Autor                                                 | ≈72   |       |
| Datum unbekannt                            | Alain Bertaut                          | französischer Automobilrennfahrer                                                 | 88    |       |
| Datum unbekannt                            | James Joseph Dresnok                   | US-amerikanischer Soldat und Deserteur                                            | ≈75   |       |
| Datum unbekannt                            | Susanne Nickel                         | deutscher Buchkünstlerin                                                          | ≈49   |       |
| Datum unbekannt                            | Harald Pages                           | deutscher Schauspieler und Synchronsprecher                                       | ≈80   |       |
| Datum unbekannt                            | Claus Wagner                           | deutscher Sportfunktionär                                                         | ≈69   |       |